# Lavell Crawford
Lavell Maurice Crawford (San Luis, Misuri; 11 de noviembre de 1968) es un actor y comediante estadounidense, reconocido por interpretar a Huell Babineaux, el asistente y guardaespaldas del abogado Saul Goodman en las series de televisión Breaking Bad y Better Call Saul. Lavell también interpretó a Gus Patch en la película original de Netflix The Ridiculous 6.

## Carrera
Lavell fue concursante en Last Comic Standing de NBC en 2007, donde perdió la final del concurso contra Jon Reep. Actuó en la serie Breaking Bad en el papel de Huell Babineaux y en It's Always Sunny in Filadelfia como un comediante independiente que se conoce con el nombre artístico de Landslide. También apareció en un episodio de Tosh.0, donde ayuda a "el peor comediante" a redimirse. Realizó un papel secundario en la película de 2015 American Ultra. Crawford ha hecho varias apariciones en The Nightly Show con Larry Wilmore en 2015, tanto como corresponsal especial como miembro del panel. En Adult Swim, Crawford hizo una aparición especial en Aqua TV Show Show como Unbelievable Ron y un chimpancé alienígena. En 2017, apareció en Better Call Saul, repitiendo su papel como Huell Babineaux de Breaking Bad.

## Filmografía

### Cine
| Año  | Título                                 | Personaje                       | Notas                  |
| ---- | -------------------------------------- | ------------------------------- | ---------------------- |
| 1999 | Beverly Hood                           | Lil Bit                         |                        |
| 2004 | Out on Parole                          | Little Bit                      | Vídeo                  |
| 2004 | Baby's Momma Drama                     |                                 |                        |
| 2005 | Friends and Lovers                     | Bobby                           | Vídeo                  |
| 2010 | Love Chronicles: Secrets Revealed      | Willie                          | Vídeo                  |
| 2012 | Who's Watching the Kids                | Jojo                            |                        |
| 2012 | What Goes Around Comes Around          | Pete, el cartero                | Vídeo                  |
| 2012 | Trading Up: Behind the Green Door      | Barry Harris                    | Corto                  |
| 2013 | Je'Caryous Johnson's Marriage Material | Obispo Luther Lance Love Jones  |                        |
| 2013 | Huell's Rules                          | Huell Babineaux                 | Vídeo Corto            |
| 2013 | Sperm Boat                             | Smokestack                      | Película de televisión |
| 2014 | 4Play                                  | Tiko                            |                        |
| 2014 | For Love or Money                      | Big Daddy                       |                        |
| 2015 | American Ultra                         | Big Harold                      |                        |
| 2015 | The Ridiculous 6                       | Gus Patch                       |                        |
| 2016 | Meet the Blacks                        | Oficial de libertad condicional |                        |
| 2016 | Mike and Dave Need Wedding Dates       | Keith                           |                        |
| 2016 | Boo! A Madea Halloween                 | Prisionero #1                   |                        |
| 2018 | Compton's Finest                       | Bubbles                         |                        |
| 2019 | Love Is Not Enough                     | Hermano Winters                 |                        |
| 2020 | Hubie Halloween                        | Granjero Dave                   |                        |
| 2021 | On the Count of Three                  | Donny                           |                        |

### Televisión
| Año     | Título                            | Personaje                     | Notas                                        |
| ------- | --------------------------------- | ----------------------------- | -------------------------------------------- |
| 1990    | It's Showtime at the Apollo       | Él mismo                      | Episodio: "Episode #4.1"                     |
| 1992-04 | ComicView                         | Él mismo                      | 4 Episodios                                  |
| 1995    | Def Comedy Jam                    | Él mismo                      | Episodio: "Episode #5.8"                     |
| 1998    | Motown Live                       | Él mismo                      | Episodio: "Episode #1.6"                     |
| 2000    | The Jamie Foxx Show               | Partygoer                     | Episodio: "Partner fo' Life"                 |
| 2003-06 | Laffapalooza                      | Él mismo                      | 2 Episodios                                  |
| 2004    | Premium Blend                     | Él mismo                      | Episodio: "Comedy Central's Premium Blend"   |
| 2004    | Steve Harvey's Big Time Challenge | Él mismo                      | Episodio: "Episode #2.4"                     |
| 2005    | The Tom Joyner Show               | Él mismo                      | Episodio: "Episode #1.10"                    |
| 2007    | Last Comic Standing               | Él mismo                      | (T 5)                                        |
| 2008    | Comedy Central Presents           | Él mismo                      | Episodio: "Lavell Crawford"                  |
| 2008    | Reality Bites Back                | Él mismo                      | Serie                                        |
| 2009    | My Parents, My Sister and Me      | Laverne Martin                | Episodios: "Home Alone: Parts 1 & 2"         |
| 2011    | Workaholics                       | DJ de Club Nudista            | Episodio: "Dry Guys"                         |
| 2011–13 | Breaking Bad                      | Huell Babineaux               | Recurrente: (T 4, 5b); Invitado: (T 5a)      |
| 2013    | It's Always Sunny in Philadelphia | Landslide                     | Episodio: "The Gang Broke Dee"               |
|         | Squidbillies                      | Juez Jammer                   | Voz. Episodio: "Stop. Jammertime!"           |
|         | The Crazy Ones                    | Marvin                        | Episodio: "Models Love Magic"                |
| 2013–15 | Aqua Teen Hunger Force            | Unbelievable Ron, Chimp Alien | Voz. 3 Episodios                             |
| 2014    | Super Fun Night                   | Antwan                        | Episodio: "Lil' Big Kim"                     |
|         | Biatches                          | Voces adicionales             | Voz. Serie                                   |
| 2015    | Your Pretty Face Is Going to Hell | Psyklone                      | Voz. Episodio: "Psyklone and the Thin Twins" |
| 2016–17 | Legends of Chamberlain Heights    | LaDante                       | Voz. Reparto principal                       |
| 2017    | New Girl                          | Trevlo                        | Episodio: "Operation: Bobcat"                |
| 2017–20 | Better Call Saul                  | Huell Babineaux               | Invitado: (T 3), Recurrente: (T 4-5)         |